# Rulljordstjärna
Rulljordstjärna (Geastrum corollinum) är en svampart som först beskrevs av August Johann Georg Karl Batsch, och fick sitt nu gällande namn av Hollós 1904. Rulljordstjärna ingår i släktet jordstjärnor och familjen jordstjärnor.  Arten är reproducerande i Sverige. Inga underarter finns listade i Catalogue of Life.

## Källor

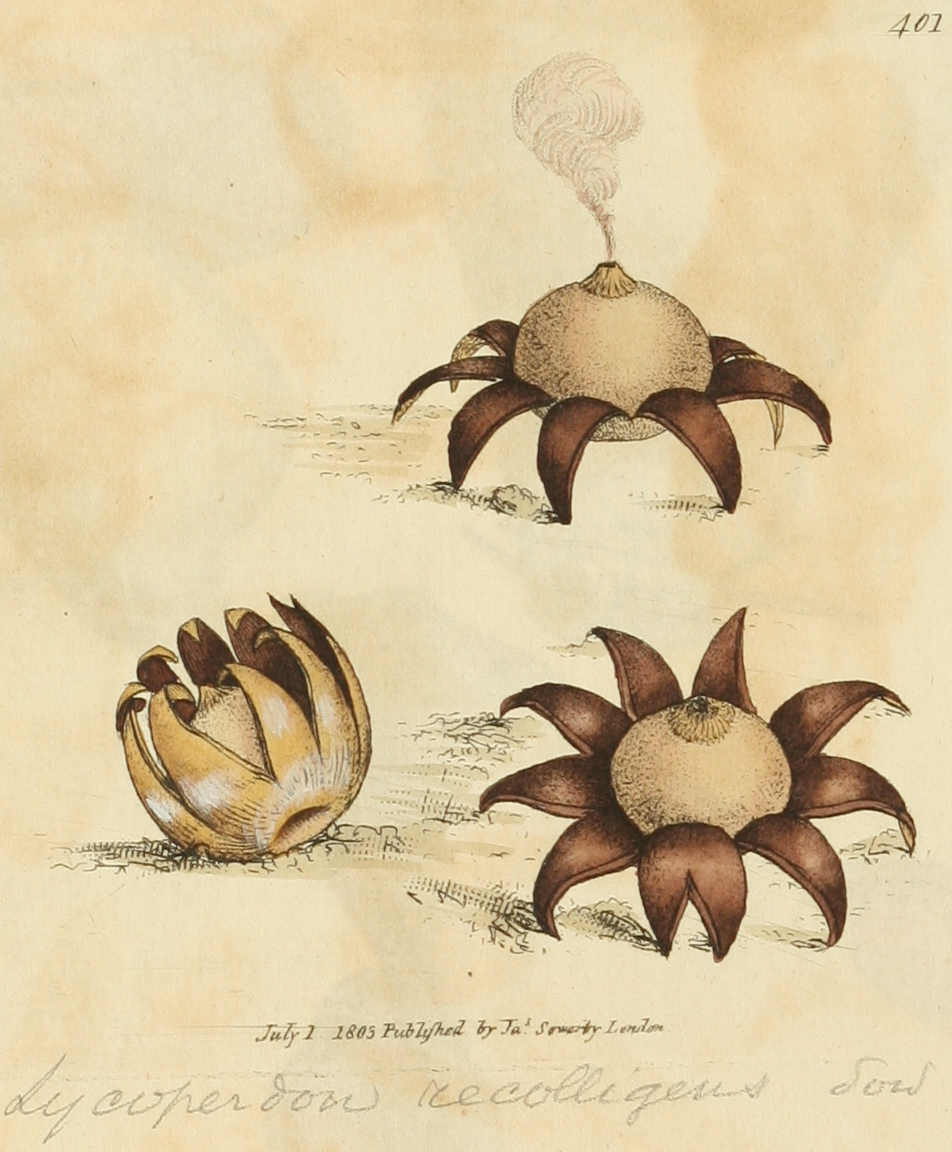